# إرنست بي. هاس
إرنست بي. هاس (بالألمانية: Ernst B. Haas)‏ (و. 1924 – 2003 م) هو عالم سياسة من ألمانيا، والولايات المتحدة، ولد في فرانكفورت، وكان عضوًا في الأكاديمية الأمريكية للفنون والعلوم، توفي عن عمر يناهز 79 عاماً.

## جوائز
حصل على جوائز منها:
- زمالة غوغنهايم.